# Смак халви
«Смак халви» (рос. «Вкус халвы») — радянський фільм-казка 1975 року режисера  Павла Арсенова.

## Сюжет
Герой азійського епосу Насреддін з дитинства відзначався гострим розумом і неабиякою винахідливістю. Щоб нагодувати кота бідної циганки, він влаштував цілий атракціон. Почав показувати кота за гроші на базарі, запевняючи глядачів, що це надзвичайна тварина. Кожен обманутий намагався вдати, що він розумніший, ніж здається, і сам починав допомагати Насреддіну заманювати простаків.
Біда трапилася, коли подивитися на дивовижну тварину прийшов сам емір, переодягнувшись у простий одяг. Повелитель захотів доторкнутися до кота, і той подряпав йому обличчя. Розгніваний емір наказав стратити злочинця. Тепер над котом, та й над самим Насреддіном, нависла серйозна загроза. Але навіть з найбільшою небезпекою Насреддін упорався легко.

## Ролі виконували
- Рифат Мусін —  Ходжа Насреддін
- Набі Рахімов —  Шир-Мамед
- Мушрафа Касимова —  дружина Шир-Мамеда
- Армен Джигарханян —  емір
- Євген Євстигнєєв —  візир Шамсуддін Адхам
- Леонід Каневський —  Худайкул
- Ляля Чорна —  циганка
- Усман Салімов —  Мірза-Карим
- Олександр Калягін —  палацовий кухар

## Знімальна група
- Сценарій:  Віктора Виткович
- Режисер-постановник:  Павло Арсенов
- Оператор-постановник:  Сергій Філіппов
- Художник-постановник:  Микола Ємельянов
- Композитор:  Євген Крилатов